# Wereldkampioenschappen wielrennen 2024 – Individuele tijdrit mannen junioren
De individuele tijdrit voor mannen junioren op de Wereldkampioenschappen wielrennen 2024 werd gehouden op 23 september. De 66 deelnemers moesten een grotendeels vlak parcours van 24,9 kilometer in en rond het Zwitserse Zürich afleggen. De Fransman Paul Seixas won, voor Jasper Schoofs en de vroeg gestarte Matisse Van Kerckhove.

## Uitslag
| Plaats | Naam                    | Tijd       |
| ------ | ----------------------- | ---------- |
| Goud   | Paul Seixas             | 28'08,43"  |
| Zilver | Jasper Schoofs          | + 6,31"    |
| Brons  | Matisse Van Kerckhove   | + 7,13"    |
| 4      | Wil Holmes              | + 15,43"   |
| 5      | Seth Dunwoody           | + 23,94"   |
| 6      | Albert Withen Philipsen | + 24,74"   |
| 7      | Lorenzo Finn            | + 25,63"   |
| 8      | Carl Emil Just Pedersen | + 35,54"   |
| 9      | Ashlin Barry            | + 41,50"   |
| 10     | Conor Murphy            | + 42,30"   |
| 11     | Louis Chaleil           | + 45,28"   |
| 12     | Dylan Sage              | + 46,70"   |
| 13     | Ian Kings               | + 57,57"   |
| 14     | Dominik Krzyśków        | + 1'04,27" |
| 15     | Michiel Mouris          | + 1'07,79" |
| 16     | Adrià Pericas           | + 1'09,24" |
| 17     | Reef Roberts            | + 1'10,16" |
| 18     | Oliver Mätik            | + 1'10,84" |
| 19     | Senna Remijn            | + 1'15,22" |
| 20     | Andrea Donati           | + 1'17,97" |